# In This Skin
| Оценки критиков      | Оценки критиков |
| Источник             | Оценка          |
| -------------------- | --------------- |
| Allmusic             | [ 1 ]           |
| Entertainment Weekly | C-              |
| Rolling Stone        | [ 3 ]           |
| Slant Magazine       | [ 4 ]           |
| Stylus Magazine      | D+              |

In This Skin — третий студийный альбом американской певицы Джессики Симпсон, выпущенный 19 августа 2003 года на лейбле Columbia Records. Альбом был переиздан в марте 2004 года с тремя новыми песнями. Альбом имел огромный успех в Северной Америке, достигнув в США второй позиции в Billboard 200 и став платиновым. In This Skin занял 35-е место в рейтинге самых продаваемых альбомов 2004 года, с продажами 7 миллионов копий по всему миру. Журнал Billboard поставил альбом на 153-е место в списке самых продаваемых альбомов 2000-х годов.

## Об альбоме
Изначально продюсером альбома должна была стать Мисси Эллиотт. Альбом дебютировал на 10-м месте в Billboard 200 с продажами 64 000 экземпляров, но быстро спустился на нижние строчки. За пять месяцев было продано всего 565 000 копий, однако продажи начали расти во время курортного сезона в 2003 году. К тому времени, Симпсон получила огромное внимание со стороны СМИ после выхода её шоу «Молодожёны», после чего радиостанции тепло приняли её второй сингл, «With You», который в итоге способствовал возвращению альбома в первую двадцатку в чартах Billboard. Тогда Columbia Records решила перевыпустить In This Skin с несколькими новыми треками, под названием In This Skin: Collector’s Edition. После попадания «With You» на вершины радио-чартов в феврале 2004 года, Симпсон выпустила свой третий сингл, «Take My Breath Away», только официально он стал первым синглом с переизданного альбома, который с 16-го места перескочил на 2-е с продажами 159 500 копий за первую неделю, подняв продажи альбома на 205 %. Это был рекорд продаж Симпсон после её второго альбома Irresistible, который дебютировал под номером шесть с 120 000 экземплярами.
Альбом оставался в первой десятке в течение восьми недель и 61 неделю в Top 100, а в Billboard 200 он продержался в течение 75 недель. В декабре 2004 года In This Skin был сертифицирован RIAA как трёхкратно мультиплатиновый с продажами более 3 миллионов копий только в США. Альбом также занял 14-е место в ежегодном чарте альбомов журнала Billboard за 2004 год.

## Синглы
«Sweetest Sin» стал первым синглом с альбома. В клипе на песню Симпсон снялась с её тогдашним мужем Ником Лаше.
«With You» был выпущен вторым синглом 16 сентября 2003 года. Песня получила положительные отзывы критиков и стала успешной, достигнув 10-го места а Австралии и Великобритании и 20-го в Ирландии, Норвегии и США. Сингл стал первым в карьере Симпсон, занявшим 1-ю позицию в Top 40 Mainstream. Позже он был сертифицирован как золотой в США и платиновый — в Австралии. Видео на песню «With You» было выпущено в качестве DVD-сингла. Клип получил две номинации на MTV Video Music Awards в категориях «Лучшее женское видео» и «Лучшее поп-видео».

## Список композиций
| №                   | Название                   | Автор(ы)                                                 | Продюсер(ы)                           | Длительность |
| ------------------- | -------------------------- | -------------------------------------------------------- | ------------------------------------- | ------------ |
| 1.                  | «Sweetest Sin»             | Diane Warren                                             | Ric Wake, Richie Jones                | 3:14         |
| 2.                  | «With You»                 | Jessica Simpson, Andy Marvel, Billy Mann                 | Billy Mann, Marvel                    | 3:12         |
| 3.                  | «My Way Home»              | Simpson, Damon Elliott, Romeo Antonio                    | Elliott                               | 3:13         |
| 4.                  | «I Have Loved You»         | Holly Lamar, Greg Barnhill, Denise Rich                  | Lamar, Barnhill, David Munk, Lee Mars | 4:45         |
| 5.                  | «Forbidden Fruit»          | Simpson, Greg Fitzgerald, Thomas Nichols                 | Fitzgerald                            | 3:30         |
| 6.                  | «Everyday See You»         | Simpson, Andrew Williams, Franne Golde, Kasia Livingston | Williams, Golde, Livingston           | 4:18         |
| 7.                  | «Underneath»               | Simpson, Matthew Gerrard, Trina Harmon                   | Keith Thomas                          | 4:02         |
| 8.                  | «You Don't Have to Let Go» | Simpson, Jason Deere, Harmon                             | Harmon                                | 3:43         |
| 9.                  | «Loving You»               | Simpson, Elliott, Craig Young                            | Elliott                               | 3:31         |
| 10.                 | «In This Skin»             | Simpson, Rob Fusari, Harmon                              | Fusari                                | 4:18         |
| 11.                 | «Be»                       | Simpson, Williams, Golde, Livingston                     | Williams, Golde, Livingston           | 4:11         |
| Общая длительность: | Общая длительность:        | Общая длительность:                                      | Общая длительность:                   | 41:57        |

## Позиции в чартах
| Чарт (2004)                    | Макс. позиция |
| ------------------------------ | ------------- |
| Australian Albums Chart        | 13            |
| Canadian Albums Chart          | 45            |
| France Albums Chart            | 117           |
| Ireland Top 75 Albums          | 27            |
| Japanese Oricon Album Chart    | 89            |
| New Zealand RIANZ Albums Chart | 41            |
| Switzerland Albums Chart       | 78            |
| Venezuela Top 100 Albums       | 4             |
| UK Albums Chart                | 36            |
| U.S. Billboard 200             | 2             |
| U.S. Top Internet Albums       | 3             |

### Ежегодные чарты
| Чарт                    | Позиция |
| ----------------------- | ------- |
| US Billboard 200        | 14      |
| Australian Albums Chart | 50      |